# Senát (Jordánsko)
Senát Jordánska je horní komora jordánského parlamentu, který spolu se Sněmovnou reprezentantů tvoří zákonodárný sbor Jordánska. Senát se skládá z 65 členů, z nichž všichni jsou vybráni jordánským králem královským výnosem, ale musí se řídit podmínkami jordánské ústavy.
Předsedajícím úředníkem je předseda Senátu, který je ve funkci dva roky, jež lze prodloužit. Řádní členové Senátu vykonávají čtyřleté funkční období, které lze rovněž obnovit. Schůze Senátu je platná, jen jsou-li na schůzi všichni přítomni.